# São Jorge de Selho
São Jorge de Selho es una freguesia portuguesa del concelho de Guimarães, con 5,33 km² de superficie y 5.114 habitantes (2001). Su densidad de población es de 959,5 hab/km².

## Galería

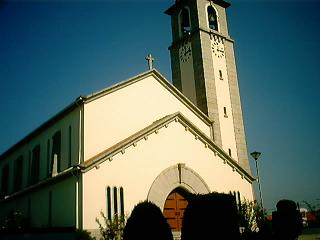
Iglesia Matriz